# Ulrich Beckerhoff

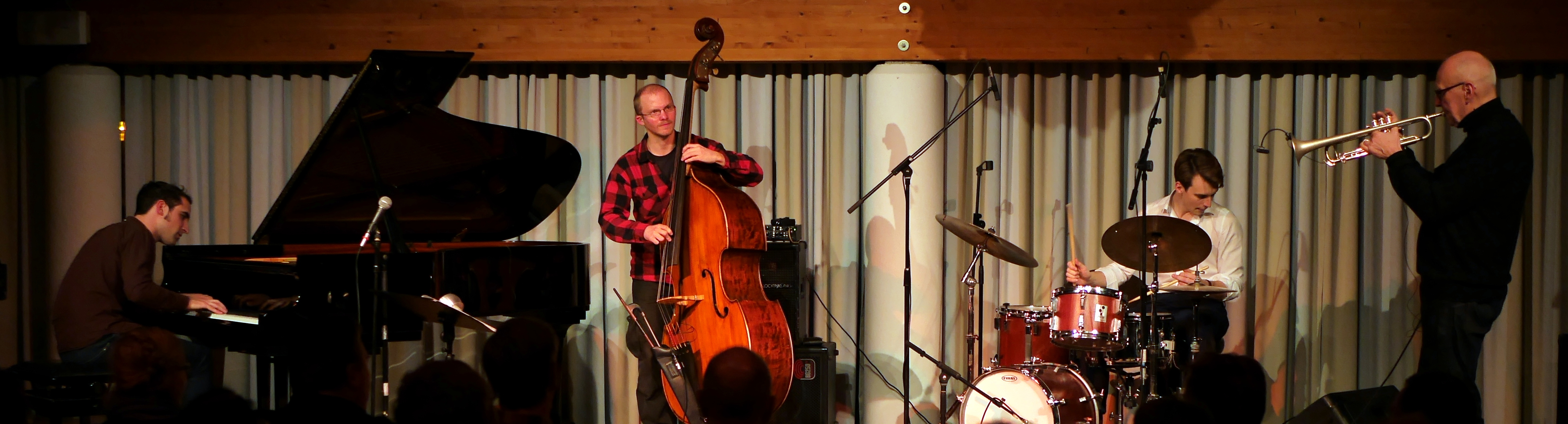
W kwartecie (Ulrich Beckerhoff pierwszy z prawej)

Ulrich „Uli” Beckerhoff (ur. 6 grudnia 1947 r. w Münster) – niemiecki kompozytor i muzyk jazzowy.

## Biografia
Współzałożyciel grup muzycznych Jazztrack oraz Riot and Changes, z którymi wystąpił na większości najważniejszych europejskich festiwali muzycznych. Solista lub współtwórca ponad 40 płyt długogrająca i CD. Tworzył trio muzyczne z Johnem Marshallem i Jasperem van`t Hofem oraz kwartet z Johnem Abercrombie, Arildem Andersenem i Johnem Marshallem
Był gościem orkiestr symfonicznych z Bremy i Oldenburga, orkiestry radiowej NDR w Hanowerze oraz orkiestr w Norymberdze i Trewirze.
Komponuje muzykę do filmów i teatru. Pracował ze znanymi postaciami z dziedziny sztuki (Werner Schroeter, Rudolf Thome, Hans Kresnik, Gottfried von Einem).
Wykłada na Uniwersytecie Sztuki Folwag w Essen.

## Albumy
(na podstawie materiału źródłowego: )
- Dedication (1981 r.)
- Comporando (z Johnem Marshallem i Jasperem van't Hofem, 1987 r.)
- Stay (1989 r.)
- Secret Obsession (z Johnem Abercrombie, Arildem Andersenem i Johnem Marshallem, 1991 r.)
- Private Life (1993 r.)
- Das Geheimnis (1997 r.)
- Resurrection Lounge (2001 r.)
- Cinema (z Michaelam Bergerem i Stefanem Ulrichem, 2012 r.)
- Heroes (2015 r.)
- Diversity (2018 r.)